# Trichilia elegans
Trichilia elegans är en tvåhjärtbladig växtart. Trichilia elegans ingår i släktet Trichilia och familjen Meliaceae.

## Underarter
Arten delas in i följande underarter:
- T. e. elegans
- T. e. richardiana